# Німецький ангорський кріль
Німецький ангорський — рідкісна порода декоративних кролів.

## Історія
Вперше ангорського кролика стали розводити в Туреччині. Він отримав таку назву на честь столиці — міста Анкари, іменованої раніше Ангора. Європа дізналася про існування даної породи в XVIII столітті. Сюди привезли пухнастих кроликів французькі моряки, які купили ніжних звірят як подарунки. Тварина спочатку з'явилася у Франції й стала популярним вихованцем серед місцевої знаті, навіть членів королівської сім'ї.
Німецька ангора порода була виведена в Німеччині близько 1777 року і була зареєстрована як порода на виставці, що проходила в місті Хемніц, Німеччина, в 1885 році.

## Біологічні характеристики
Німецькі ангорські кролики мають масу 2—5 кг. Зовні вони схожі на представників породи гігант. Відрізняються білим забарвленням. Але можуть виділятися також іншими відтінками, отриманими в результаті схрещування з іншими породами. У порівнянні з іншими різновидами, ці кролики менше линяють.

## Хутро
Остьове волосся кролика має мінімальну довжину, що забезпечує зростання якісної, ніжної вовни. Залежно від породи, пухнастий ворс буває різної довжини. У англійських і німецьких порід він досягає 5 см, у французьких — 6 см, у бельгійських — 8 см. За шерстю потрібен ретельний догляд, щоб уникнути утворення ковтунів, що ускладнюють рух тварин. Колір ворсу відрізняється відтінками білого, чорного, а також бежевого, сірого і рудого.